# Дёблингское кладбище

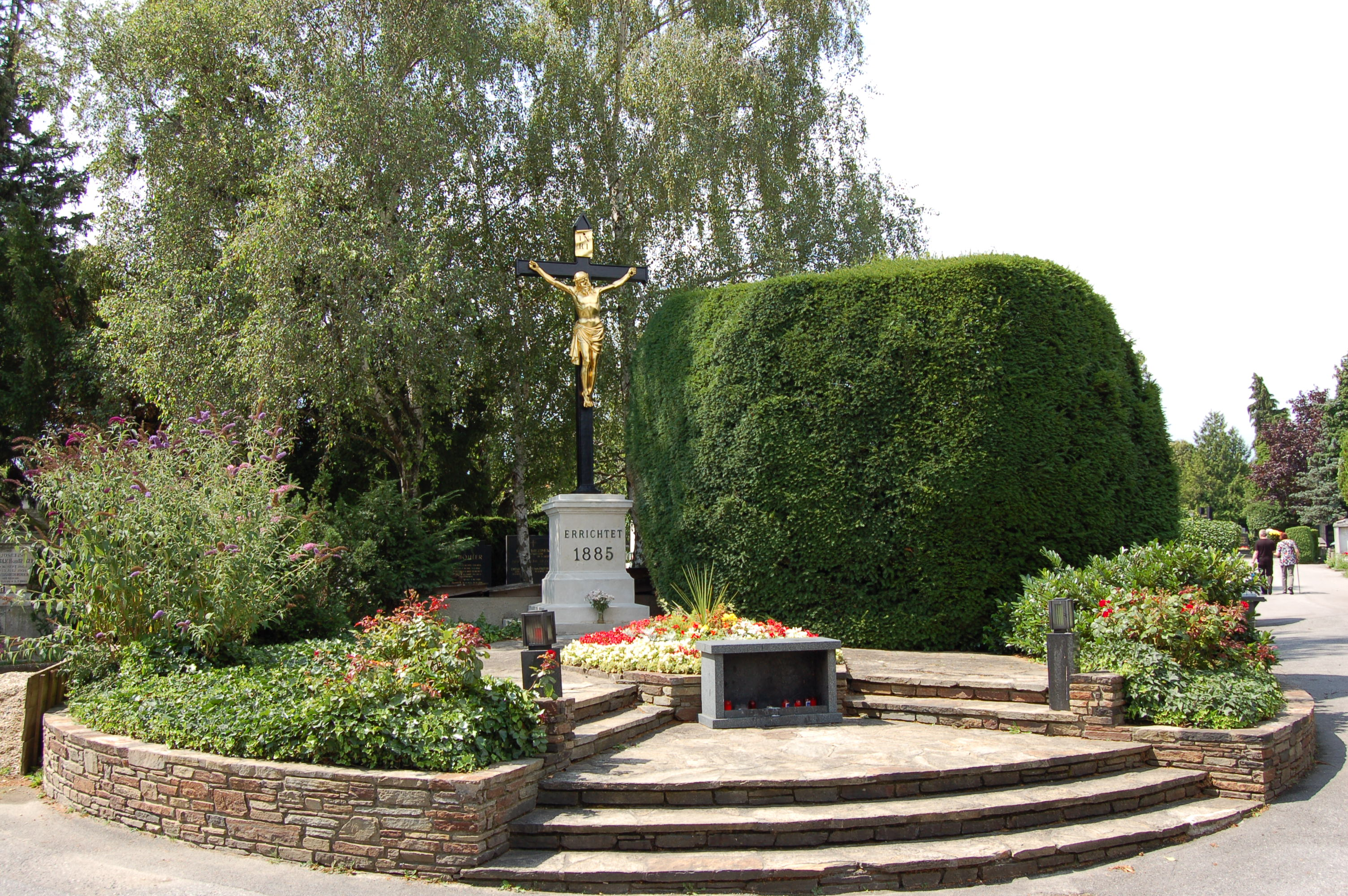
Крест на кладбище

Дёблингское кладбище (нем. Döblinger Friedhof) — одно из кладбищ австрийской столицы г.Вена. Расположено в 19-м районе Дёблинг.

## История

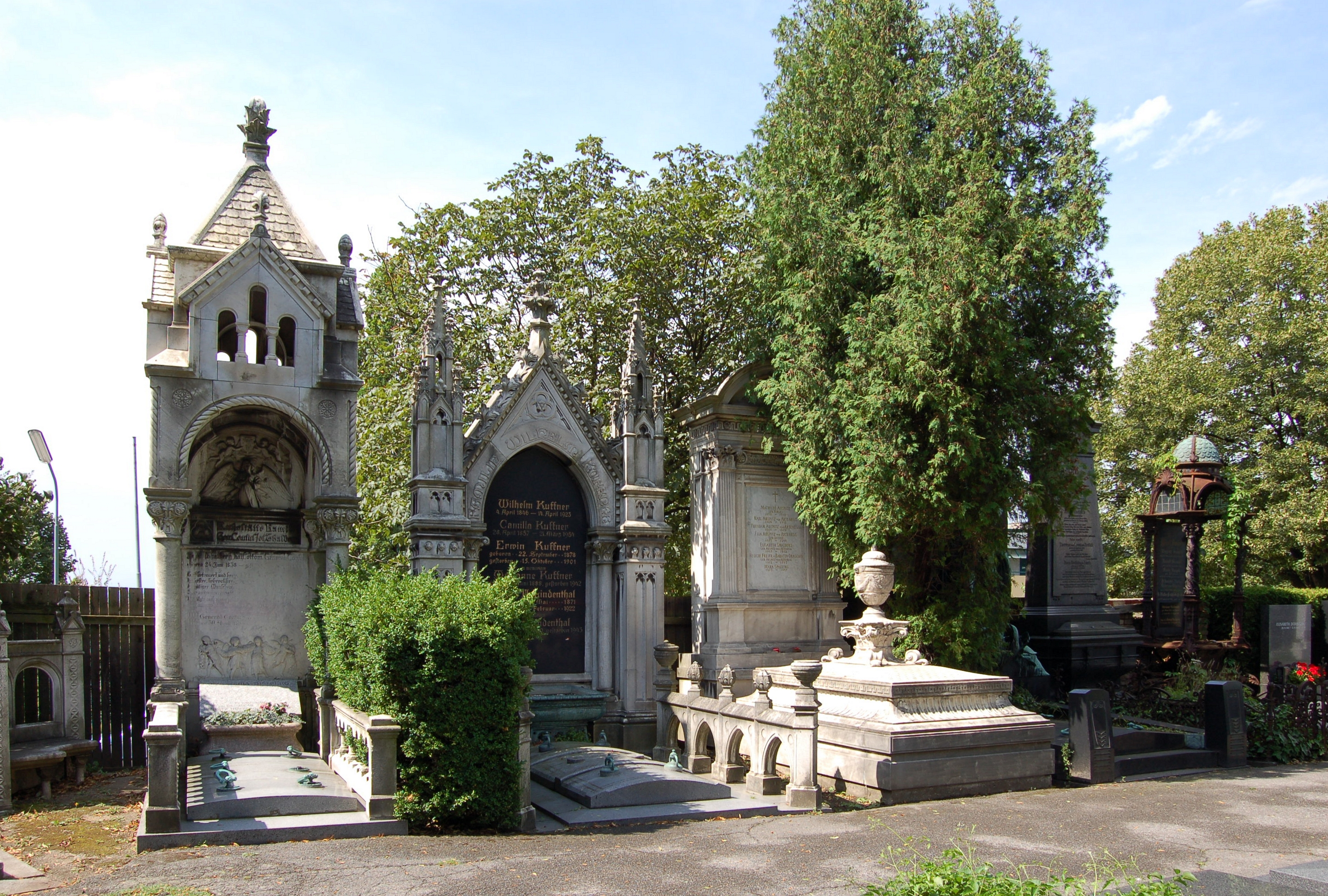
Еврейский участок

Прежнее кладбище существовало ещё в XVIII веке. Ввиду нехватки места в 1880 году было принято решение об устройстве кладбища на новом месте. Согласно первоначальному плану, здесь планировалась около 30 000 мест. Кладбище открылось 10 июня 1885 года .
Кладбище было открыто как межконфессиональное. Является последним оставшимся кладбищем Вены в стиле Бидермейер. Было частично разрушено в годы Второй мировой войны. Сейчас лишь частично доступно для посещения из-за всё большего обветшания. Начиная с 2006 года местными и федеральными политиками и рядом экспертов поднимается вопрос реставрации кладбища.
В 1888 году был открыт еврейский участок, в 1894 году — мусульманский участок, который предназначался для солдат армии Австро-Венгерской империи из Боснии.
В начале XX-го века площадь кладбища была увеличена. В 1917 году свободное место на кладбище закончилось. Только в 1920 году, после освобождения пустующих мест в мусульманской части, захоронение на этом месте было возобновлено на несколько лет.
Дёблингское кладбище — место захоронения целого ряда известных деятелей культуры и науки Австрийской империи и Австро-Венгрии, других видных деятелей Австрии.

## Известные личности, погребённые на кладбище
См. Похороненные на Дёблингском кладбище